# Blue Jay
Blue Jay (Cuervo azul) es un personaje de DC Comics creado como homenaje a Yellowjacket (Chaqueta amarilla) de Marvel Comics. Su nombre real es Jay Abrams y puede encogerse hasta alcanzar los 18 centímetros de alto; en el proceso, le crecen alas azules que le permiten volar.
Exmiembro de los Campeones de Angor, Jay sobrevivió a la destrucción de su mundo y viajó a la Tierra. Allí, y durante un tiempo, fue miembro de la Liga de la Justicia Internacional e incluso llegó a ser el líder de la rama europea.
Durante su época en la LJI, con frecuencia se consideraba a Blue Jay como su integrante más débil y a menudo se lo trataba como un personaje menor que pasaba la mayor parte del tiempo pensando en sus inseguridades. Esto pudo verse también en el Anual de Armageddon 2001 donde Jay viaja al futuro y es rechazado como miembro de la Legión de Super Héroes porque es "solamente una Shrinking Violet con alas". Su inclusión como miembro de la Legión de Héroes Sustitutos (Legion of Substitute Heroes) se convirtió en una broma que siguió repitiéndose hasta el hartazgo.
Luego de la muerte de Silver Sorceress (Hechicera de Plata), Blue Jay se convirtió en el único sobreviviente de Angor. En la actualidad se encuentra inactivo.